# Богдановка (Горшеченский район)
Богда́новка — деревня в Горшеченском районе Курской области России. Входит в состав Солдатского сельсовета.

## География
Деревня находится в восточной части Курской области, в лесостепной зоне, в пределах юго-западной части Среднерусской возвышенности, на берегах реки Боровка, вблизи места впадения её в реку Герасим, на расстоянии примерно 11 км (по прямой) к юго-западу от посёлка городского типа Горшечное, административного центра района. Абсолютная высота — 149 м над уровнем моря.
Часовой пояс
Деревня Богдановка, как и вся Курская область, находится в часовой зоне МСК (московское время). Смещение применяемого времени относительно UTC составляет +3:00.

## Население
| 2002 | 2010 |
| ---- | ---- |
| 56   | ↘52  |

Гендерный состав
По данным Всероссийской переписи населения 2010 года, в гендерной структуре населения мужчины составляли 46,2 %, женщины — соответственно 53,8 % .
Национальный состав
Согласно результатам переписи 2002 года, в национальной структуре населения русские составляли 98 % из 56 чел.

## Улицы
Уличная сеть деревни состоит из двух улиц (Полевая и Садовая).

## Известные уроженцы
- Быков, Николай Иванович (1925—1995) — советский военнослужащий, ефрейтор. Полный кавалер ордена Славы.
- Власов, Митрофан Ефимович (1915—1943) — советский военнослужащий, лейтенант, Герой Советского Союза.